# 유럽 고속도로 713호선
유럽 고속도로 713호선(European route E713)은 프랑스의 발랑스와 그르노블을 이어주는 B-클래스급 고속도로로, 총 연장은 92 km이다. 또한 주요 접촉 도로로는 프랑스 국도 532호선과 오토루트 49호선, 오토루트 48호선 등이 이 도로에 포함되어 있는 것으로 보인다.

## 경로
- 프랑스
  - 발랑스
  - 그르노블 (유럽 고속도로 711호선)